# Chiefs’ College
Chiefs’ College war die Bezeichnung eine Bildungsstätte für die Kinder indischer Fürsten während der Kolonialzeit, umgangssprachlich wurde sie auch Rajkumar College genannt, da Radschkumar der Titel des ältesten Sohns eines Maharadschas war.

## Geschichte

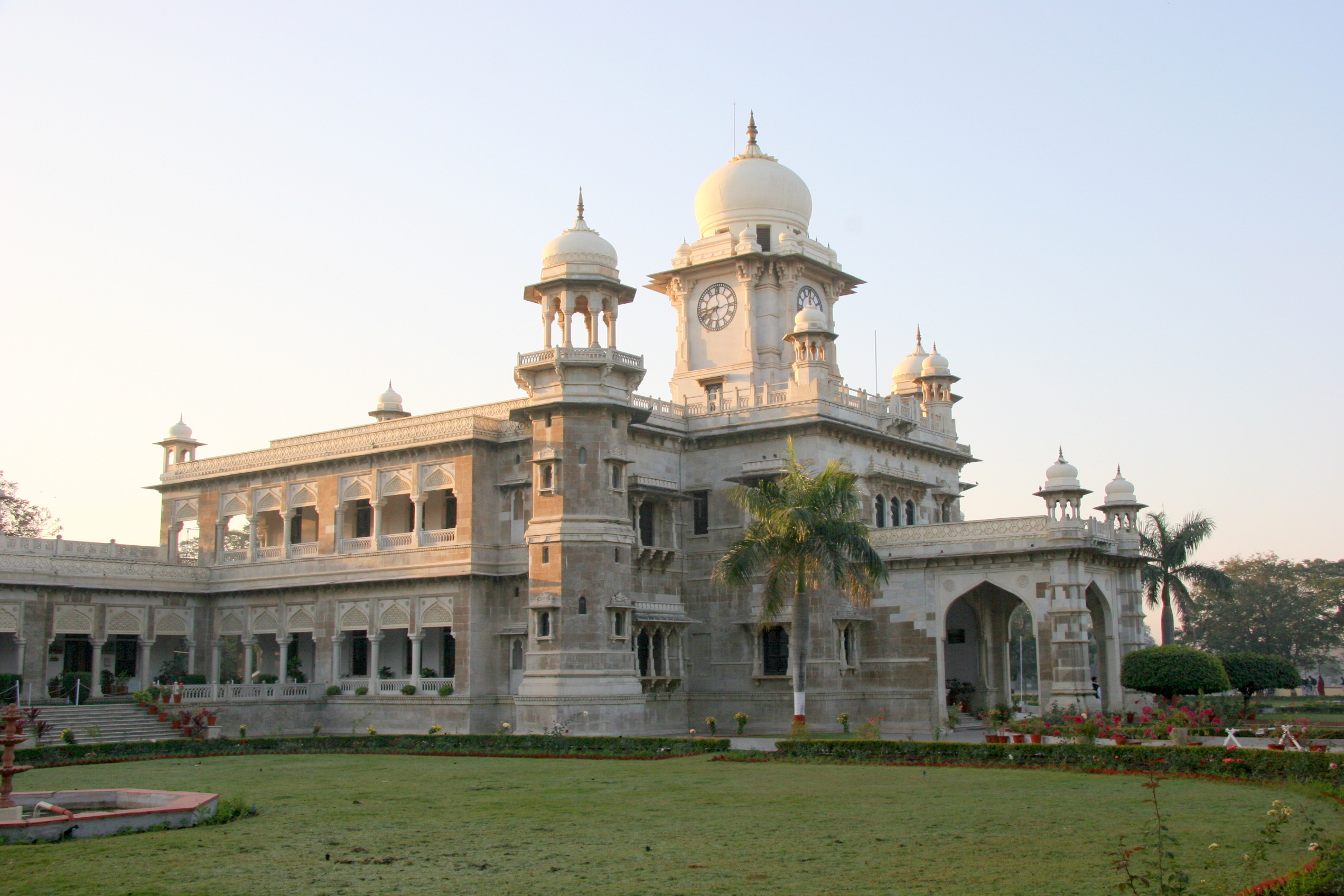
Hauptgebäude des Daly College (Indore)

Angeregt wurden spezielle Schulen für Fürstensöhne von Colonel Richard Harte Keatinge, VC (1825–1904), dem Political Agent für Kathiawar von 1863–67. Der Vorschlag wurde vom Vizekönig Lord Mayo aufgegriffen. Die Internatsschulen standen den Söhnen von Fürsten und Zamindaren offen. Das Eintrittsalter war normalerweise unter 14. Vielfach wurde der Besuch von den noblen Familien als lästige Pflicht angesehen, die teilweise ihre Söhne weiter von Privatlehrern ausbilden ließen. Einige Prinzen wurden auch nach England geschickt, wo sie, besonders nach dem Ersten Weltkrieg, auch eine universitäre Ausbildung erhielten.
Der Lehrplan folgte dem Muster der britischen Public School, mit ihrer Ausrichtung auf Sport, vermittelte aber sonst kaum Substantielles. Während der Minderjährigkeit eines verwaisten Rajas stand dessen Staat unter direkter britischer Verwaltung durch einen Court of Wards, der natürlich besonderes Interesse daran hatte, dass der junge Fürst im Sinne der Kolonialherren indoktriniert wurde. Die 1935 gegründete unabhängige Doon School, mit hohem akademischen Anspruch wurde bald nach ihrer Gründung zur Alternative für die indische Elite, trotz der praktizierten Abhärtung und der notorisch miserablen Verpflegung.
Regionale Colleges:
- Keatinge Rajkumar College in Rajkot (Kathiawar), eröffnet von Sir Seymour FitzGerald, dem Gouverneur von Bombay 1870. Erster Direktor wurde Chester MacNaghten bis 1896.[2] 1938 als Public School der Allgemeinheit geöffnet.
- Mayo College in Ajmer, gegr. 1872. Gedacht als ein „indisches Eton.“
- Aitchison College (1886), in Lahore, für Fürstensöhne aus dem Panjab. Hervorgegangen aus der 1864 gegründeten Wards' School in Ambala. Den Waisen wurden zur Jahrhundertwende 12 % ihrer Einnahmen als Schulgeld berechnet. Bis 1933 erfolgte getrennte Unterbringung von Sikhs, Hindus und Moslems. Im selben Jahr Verbindung zur University of Cambridge. Seit 1935 geöffnet für Lahore-Jungen aus dem Volke.
- Rajkumar College Raipur (C.P.), eröffnet November 1894. Hervorgegangen aus der Rajkumar School von Jabalpur. Das Schulgeld 1902 betrug durchschnittlich 40 Rs. (Spannbreite 25–100 Rs.), dazu 50 Rs. Taschengeld. Die Schüler durften nicht mehr als drei Bedienstete haben.[3]
- Daly College im zentralindischen Indore, gegründet 1870 als "Indore Residency School", 1874-6 erweitert zum "Indore Residency College" mit Mr. Aberigh Mackay als Direktor. Umbenannt 1882. Das alte Hauptgebäude beherbergt heute das Mahatma Gandhi Memorial Medical College. 1903-5 herabgestuft zu einer Schule für Söhne von Thakurs, bald jedoch nach Ausbau (abgeschlossen 1910) wieder zentrale Bildungsstätte für Fürstensöhne. 1918-9 Training School for Indian Army Cadets auf dem Gelände. Verwaltet seit 1925 vom College Council, dem der Vizekönig vorstand. Seit 1933 Selbstverwaltung.
- Rajkumar School, gegründet 1872 in Nowgaon bei Chhatarpur, wurde 1898 mit dem Daly College vereinigt.
- Taluqdars' School (Canning College) in Lucknow, zunächst nur für Waisen von Talukdars aus dem ehemaligen Oudh.[4]

Ein Higher Chiefs’ College in der neuen Hauptstadt New Delhi wurde 1913 von Charles Hardinge (Vizekönig 1911–16) angeregt. Es sollte einen gesamtindischen Ausblick schaffen, wurde jedoch nicht verwirklicht.
Der Lehrplan wurde zur Zeit des Vizekönig George Curzon, reformiert, dazu gehörte auch die Gründung des:

### Imperial Cadet Corps
Um den jungen Herrn etwas „Schliff“ zu geben und sie dem verweichlichenden Einfluss des Zenana (Frauenpalast) zu entziehen, wurde auf Veranlassung Curzons an der Militärakademie von Dehradun das Imperial Cadet Corps eingerichtet, in dem die Ausbildung zum Offizier in zwei Jahren erfolgte. Diese Ausbildung war unbeliebt, weil sie wertlos war. Die jungen Offiziere erhielten ihre Dienstgrade nur ehrenhalber, das heißt, sie hatten nicht das Recht zu kommandieren. Ein farbiger Vorgesetzter war in der kolonialen Ideologie nicht vorstellbar, auch wenn er, ebenso wie viele britische Offiziere des Empire von nobler Geburt war. Erst die Notwendigkeiten der Weltkriege führten dazu, dass Inder in Europa dienten.
Die Kadetten, die bei entsprechenden Anlässen als Ehrengarde des Vizekönigs fungierten, wurden in prächtige Paradeuniformen gesteckt. Sie ritten auf Rappen, hatten einen Umhang aus Leopardenfell und purpurne Turbane. Der blass-himmelblaue Rock symbolisierte „den noch unumwölkten Sonnenschein der Jugend und die klare Erhabenheit eines besonnenen, ehrgeizigen Lebens, der 'ersten Herren'“.